# Kiełczawa
Kiełczawa (ukrán nyelven: Кельчава, Kel’chava) Lengyelország délkeleti részén, a Kárpátaljai vajdaságban, a Leskói járásban, Gmina Baligród község területén található település. A község központjától Baligródtól közel 6 kilométernyire fekszik nyugati irányban, míg a járási központnak számító Lesko 16 kilométernyire északkeletre található, valamint a vajdaság központja, Rzeszów 77 kilométernyire északra van a településtől. 

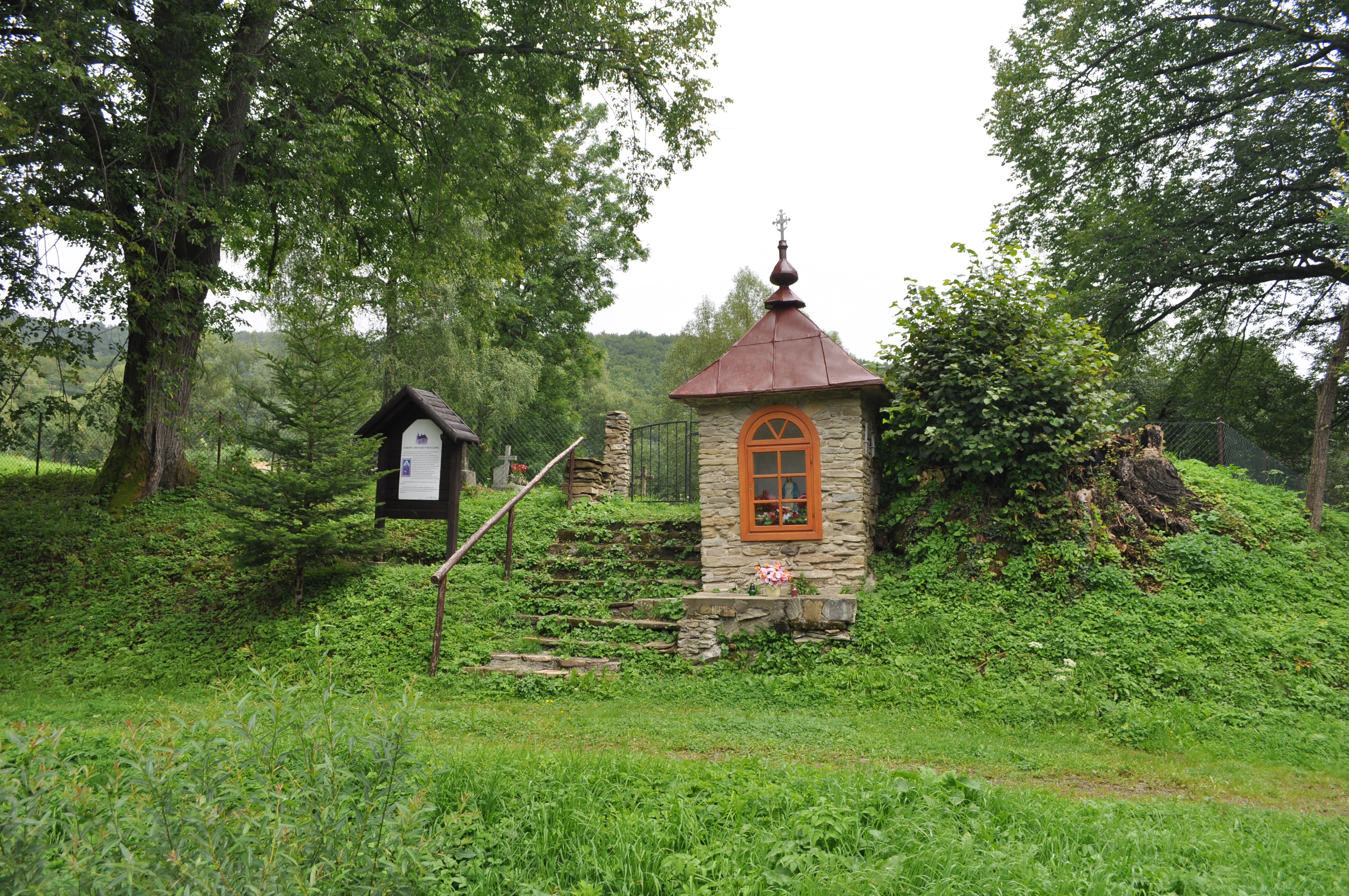
Ereklyetartó Kiełczawa határában a temető mellett

## Fordítás
Ez a szócikk részben vagy egészben  a   Kiełczawa című angol Wikipédia-szócikk ezen változatának fordításán alapul.  Az eredeti cikk szerkesztőit annak laptörténete sorolja fel. Ez a jelzés csupán a megfogalmazás eredetét és a szerzői jogokat jelzi, nem szolgál a cikkben szereplő információk forrásmegjelöléseként.